# الطويلة (يريم)

تعديل مصدري - تعديل

الطويلة محلة تابعة لقرية القدمة، التابعة لعزلة رعين بمديرية يريم إحدى مديريات محافظة إب في الجمهورية اليمنية.، بلغ تعداد سكانها 133 حسب تعداد اليمن لعام 2004.